# Speedcore
Speedcore is een muziekgenre, gekarakteriseerd als een zeer snelle variant van terrorcore met veel industriële geluiden. Het aantal beats per minute (BPM) is extreem hoog en varieert van ongeveer 250 tot 1000.
Korte stukken Speedcore worden soms in hardcore gebruikt als tussenstuk.
Speedcore heeft een sterk undergroundkarakter, het is bedoeld voor een klein publiek. De muziekindustrie kan het onmogelijk commercialiseren of omvormen tot mainstream.
Speedcoreliefhebbers bevinden zich voornamelijk in Engeland, Italië, België, Duitsland en Nederland.
Een extremere variant van Speedcore is Extratone dat snelheden van meer dan 1000 beats per minuut haalt. Deze muziek resulteert vaak in een soort van motorgeluid, of, als het nog sneller is, een piep

## Geschiedenis
Rond de jaren 1991-1993 begonnen artiesten binnen de gabberstijl te experimenteren met steeds hogere BPM's. Dit leidde in eerste instantie tot wat later 'hardcore' genoemd zou worden, en later tot de eerste speedcore-achtige nummers. In 1992 kwam het enige speedcore-achtige nummer uit dat in de top 40 is gekomen: 'Alles naar de Kl##te' van de Euromasters, waarvan zelfs de radioversie een BPM van 240 haalde. In deze jaren was er echter een zekere grens aan het aanvaardbare aantal BPM's, welke rond de 300 lag. De term 'speedcore' stamt dan ook van later, rond 1994. Rond het jaar 2008 kwamen er tracks met 900 BPM.
Van voor 1994 is slechts een pionier bekend die met echt hoge snelheden experimenteerde. Hoewel Moby (van o.a. het housenummer 'Go' uit 1991) zeker geen Hardcore/Speedcore artiest genoemd mag worden, is hij wel de allereerste artiest die geëxperimenteerd heeft met zulke hoge beatfrequenties. Al in 1992 bracht Moby de single 'Next is the E' uit, welke het veelzeggende nummer 'Thousand' bevat. Hoewel het een tijd geduurd heeft voordat men zich hierna weer aan de hogere beatfrequenties waagde, moet dit nummer een inspiratie zijn geweest voor de eerste generatie echte Speedcore artiesten. De meeste Speedcore is echter het resultaat van invloeden van verwante muziekstijlen.

## Bands en artiesten
Speedcorebands en -artiesten met een lemma op Wikipedia zijn:
- Akira
- m1dy